# Rubus sylvulicola
Rubus sylvulicola är en rosväxtart som beskrevs av August Progel och Utsch.. Rubus sylvulicola ingår i släktet rubusar, och familjen rosväxter. Inga underarter finns listade i Catalogue of Life.